# La Serna del Monte
La Serna del Monte és un municipi de la Comunitat de Madrid.

## Història
El territori de La Serna formava part, en l'edat mitjana, del terme de Braojos. Eren terres que els senyors de Mendoza donaven a sembrar als seus vassalls. L'assentament és d'origen medieval; els colons van construir els seus habitatges al costat de les terres que treballaven. Però durant molt temps no va tenir entitat com població, tenint els serveis del concejo i Església en Braojos. En la mateixa època va aconseguir l'emancipació civil.
En 1766 apareix com una població, amb la mateixa entitat que Braojos, integrada en la Terra de Buitrago. El poble vivia de l'agricultura i de la ramaderia. Les terres de regadiu, dependents d'un rec compartit amb La Acebeda, produïen hortalisses, lli i prats amb fruiters, freixes i xaparros. En secà es produïa blat i sègol, mongetes i patates. Des de mitjans del segle XX l'agricultura ha desaparegut pràcticament i l'activitat ha estat gairebé exclusivament ramadera.

## Demografia
| 1991 | 1996 | 2001 | 2004 | 2006 |
| ---- | ---- | ---- | ---- | ---- |
| 93   | 111  | 115  | 113  | 108  |